# Lijst van rijksmonumenten in Ballum
De plaats Ballum telt 12 inschrijvingen in het rijksmonumentenregister. Hieronder een overzicht. 
| Object                                                        | Oorspronkelijke functie? | Bouwjaar              | Architect | Locatie            | Coördinaten?                  | Nr.? | Afbeelding                                                    |
| ------------------------------------------------------------- | ------------------------ | --------------------- | --------- | ------------------ | ----------------------------- | ---- | ------------------------------------------------------------- |
| Klokkentoren van Ballum                                       | Klokkentoren             | 1755 1870 (verhoging) |           | Camminghastraat 14 | 53° 26' 38" NB, 5° 41' 12" OL | 7647 | Meer afbeeldingen                                             |
| Pand met zadeldak tussen topgevels                            | Woonhuis                 | 1771                  |           | Camminghastraat 5  | 53° 26' 34" NB, 5° 41' 11" OL | 7648 | Meer afbeeldingen                                             |
| Karakteristiek Amelander huis onder zadeldak tussen topgevels | Woonhuis                 | 1779                  |           | Camminghastraat 13 | 53° 26' 36" NB, 5° 41' 11" OL | 7649 | Meer afbeeldingen                                             |
| Karakteristiek Amelander huis onder zadeldak tussen topgevels | Woonhuis                 | 1676 1859 (herbouw)   |           | Camminghastraat 35 | 53° 26' 41" NB, 5° 41' 10" OL | 7650 | Meer afbeeldingen                                             |
| Karakteristiek Amelander huis onder zadeldak tussen topgevels | Woonhuis                 | 1852                  |           | Camminghastraat 39 | 53° 26' 42" NB, 5° 41' 10" OL | 7651 | Meer afbeeldingen                                             |
| Hervormde kerk preekstoelkuip                                 | Vanwege onderdelen kerk  | 1604                  | A. Jelles | Camminghastraat 14 | 53° 26' 39" NB, 5° 41' 13" OL | 7652 | Meer afbeeldingen                                             |
| Karakteristiek Amelander huis onder zadeldak tussen topgevels | Woonhuis                 | 1798                  |           | G. Kosterweg 13    | 53° 26' 36" NB, 5° 41' 14" OL | 7653 | Karakteristiek Amelander huis onder zadeldak tussen topgevels |
| Hoekpand                                                      | Woonhuis                 | 1731 (achtergevel)    |           | G. Kosterweg 10    | 53° 26' 37" NB, 5° 41' 17" OL | 7654 | Meer afbeeldingen                                             |
| Karakteristiek Amelander huis onder zadeldak tussen topgevels | Boerderij                | 1807                  |           | G. Kosterweg 8     | 53° 26' 38" NB, 5° 41' 18" OL | 7655 | Meer afbeeldingen                                             |
| Boerderij met front naar de velden                            | Boerderij                | 1750                  |           | Nesserweg 1        | 53° 26' 45" NB, 5° 41' 24" OL | 7656 | Meer afbeeldingen                                             |
| Boerderij                                                     | Boerderij                | 1875                  |           | Nesserweg 7        | 53° 26' 43" NB, 5° 41' 19" OL | 7657 | Boerderij                                                     |
| Grondslagen kapel, mogelijk behorend bij Camminghaslot        | Kapel                    | 13e eeuw              |           | Smitteweg 4        | 53° 26' 30" NB, 5° 41' 20" OL | 7658 | Meer afbeeldingen                                             |